# Боевой армейский резерв страны
Боевой армейский резерв страны или Боевой армейский резерв специальный (БАРС) — проект мобилизационного людского резерва Министерства обороны Российской Федерации. Резервистов в него начали набирать с осени 2021 года, перед вторжением на Украину.

## Формирование
Ещё в 2015 году президент России Владимир Путин подписал указ о создании резерва (указ Президента РФ Путина от 17.07.2015 № 370 «О создании мобилизационного людского резерва Вооруженных Сил Российской Федерации», в соответствии с Постановлением Правительства Российской Федерации от 03.09.2015 № 933 «Об утверждении Положения о порядке пребывания граждан Российской Федерации в мобилизационном людском резерве»), но с тех пор о нём не только не говорили, но и не предпринимали каких-либо реальных действий. Смысл «БАРСа» был в том, чтобы любой желающий мог подписать контракт с министерством обороны, получая доплату (от 60 тысяч рублей в год), его могли отправлять на сборы (на один месяц в году), а в случае необходимости — ещё и на учения или войну. Резервистов в него начали набирать с осени 2021 года, перед вторжением на Украину.
Отряды БАРС отправлялись на театр военных действий на Украину до лета 2022 года, после чего в качестве добровольческих подразделений их фактически сменили формируемые в регионах батальоны. Часть новых добровольческих подразделений включили в систему БАРС — иногда уже задним числом. В итоге к осени 2023 года число БАРСов выросло до нескольких десятков. В них преимущественно воюют не резервисты, которых приглашали в БАРС ещё до начала вторжения, а обыкновенные добровольцы.
К воинской части 22179 приписаны большинство добровольцев в составе БАРСов.

## Состав
Было сформировано до 30 номерных батальонов общей численностью до 20 тысяч человек. Численность и вооружение у них разные. Некоторые из этих формирований практически полностью укомплектованы бойцами, воевавшими на Донбассе с 2014 года. За каждый батальон отвечают разные спонсоры: крупные компании или партии, им помогают казацкие объединения, губернаторы, «Молодая гвардия „Единой России“», «Народный фронт» и Союз добровольцев Донбасса Александра Бородая. Часть из них действует под началом Минобороны.
Среди них:
- БАРС-1 («Отряд им. Захария Чапеги»)– входит в группировку войск "Днепр"
- БАРС-2 («Боотур»)[6] – собран преимущественно из жителей Якутии
- БАРС-3 («Родина») [1]
- БАРС-4
- БАРС-5 – подразделение из Тюменской области
- БАРС-6 («Форштадт») – казачье подразделение из Оренбургской области
- БАРС-7
- БАРС-8 – подразделение Южного военного округа
- БАРС-9 («Орёл»)
- БАРС-10 – подразделение Южного военного округа
- БАРС-11
- БАРС-12
- БАРС-13 («Рюрик», «Русский легион», «Русский мир»[1]) — собранный бывшим нацболом и руководителем «гвардии Захара Прилепина» Сергеем Фомченковым[англ.] с позывным Фомич[7].
- БАРС-14 — в составе «Русского легиона» вместе с БАРС-13[1]
- БАРС-15 (отряд «Ермак»)
- БАРС-16 («Кубань»)[1]
- БАРС-17[1]
- БАРС-18 («Ростов»)
- БАРС-19
- БАРС-20 («Гром»)[5]
- БАРС-21 («Дон»)
- БАРС-22 («Тигр») имени вице-губернатора Приморья Сергея Ефремова
- БАРС-23 («Орёл», также упоминается как БАРС-9)[1]
- БАРС-24 («Терек»)
- БАРС-25 («Александр Невский»)
- БАРС-26
- БАРС-27 («Факел»)[8]
- БАРС-30 (ЧВК «Конвой», «аксёновцы», он же «разведывательно-штурмовой отряд „Ливадия“»)[1]
- БАРС-31 («Пламя»)[9]
- БАРС-32 (батальон имени Судоплатова)[10]
- БАРС-34 («Сибирь»)
- БАРС-35 («Скиф»)
- БАРС «Каскад». По данным Conflict Intelligence Team, является подразделения для «блатных», куда отправляются служить известные гражданские лица и чиновники[11][12].
- БАРС «Ольхон»
- БАРС «Троя»

Часть БАРСов связана с Всероссийским казачьим обществом. Казачьи бригады «Дон», «Днепр» и «Терек» объединены в Добровольческий штурмовой корпус (ДШК):
- Три батальона (БАРС-1, БАРС-11 и БАРС-16) объединены в казачью бригаду «Кубань»
- Казачья бригада «Кубань» (БАРС-3 и БАРС-10) входит в состав «Добровольческой ударной бригады»; создатель — Дмитрий Рогозин.
- БАРС-6 («Форштадт») — Оренбург
- БАРС-15 («Ермак») — Екатеринбург
- БАРС-18 («Вымпел») — «Всевеликое войско Донское»
- БАРС-22 («Тигр») — казаки из Приморья
- БАРС-35 («Скиф») — часть бригады «Терек»[1]

«Газпром» сформировал три батальона, приписанных к БАРСу: «ЧВК «Поток» (под командованием ЧВК «Редут»), «Пламя» и «Факел» (под командование Минобороны).

## Правовой статус
Изначально резервисты из БАРС не равны в правах с военнослужащими-контрактниками. Без объявления войны (а формально она не объявлена) они считаются гражданскими. Чтобы получить выплаты — 3 млн рублей по ранению или 5 млн «гробовых» — приходится доказывать, что они действительно были участниками боевых действий.
Добровольцы обычно заключают контракт на полгода, который могут продлить впоследствии. Правовой статус бойцов БАРСа остается неопределён: формально они приписаны к одной из воинских частей, но при этом не обладают правами и привилегиями полноправных военнослужащих. Не ясно, применимо ли к ним в полной мере военное законодательство с наказаниями за самовольное оставление части или дезертирство. После окончания контракта доброволец снова становится обычным гражданским человеком; вопрос об оформлении статуса ветерана боевых действий для них не решён, однако в случае гибели или ранения им положены выплаты в полном объёме.
Те, кто вернулся с фронта, признавались, что чувствовали себя обманутыми: они получили только зарплату без остальных привилегий, а официальная компенсация в случае смерти таких военных в два раза меньше, чем у добровольцев-контрактников. Чтобы получить выплаты 3 млн рублей по ранению или 5 млн «гробовых» — приходится доказывать, что они действительно были участниками боевых действий.

#### Реформы в 2023 году
Начиная с 9 марта 2023 года, добровольцы БАРС были приравнены в статусе к мобилизованным и военнослужащим по контракту, а их подразделения официально стали определяться как «создаваемые для выполнения отдельных задач в области обороны, содействующие выполнению задач, возложенных на Вооруженные Силы Российской Федерации, в период мобилизации, в период действия военного положения, в военное время, при возникновении вооруженных конфликтов, при проведении контртеррористических операций, а также при использовании Вооруженных Сил Российской Федерации за пределами территории Российской Федерации».
Помимо этого, 7 марта 2023 года начало действовать Постановление Правительства РФ от 4 марта 2023 г. № 342, которое установило порядок и требования к присвоению статуса ветерана боевых действий бойцам БАРС.